# مزوپترد
مزوپترد (به مجاری:  Mezőpeterd) یک منطقهٔ مسکونی در مجارستان است که در ناحیه برتیواوی‌فالو واقع شده‌است. مزوپترد ۱۸٫۲۳ کیلومتر مربع مساحت و ۵۹۹ نفر جمعیت دارد.